# Стоян Ставрев
Стоян Георгиев Ставрев е бивш български футболист, вратар. Играл е за отборите на Хасково, Литекс (Ловеч), Берое (Стара Загора), Локомотив (Пловдив) и Черно море (Варна). Двукратен шампион на България с екипа на Литекс и двукратен носител на Купата на България. Треньор на вратарите в Черно море.

## Кариера

### Ранни години
Родом от Тополовград, Ставрев започва да играе футбол в Хасково. Любовта към футбола е „провокирана“ от чичо му, който също се казва Стоян Ставрев. Той дълги години пази за местния тим в Тополовград „Сакарски миньор“. След два сезона с Хасково в Б група, през лятото на 1997 г. Ставрев преминава в Литекс (Ловеч), който току-що е спечелил промоция за А група.

### Литекс
В Литекс Ставрев остава общо 7 сезона до 2004 г., като в този период от време е предимно втори избор след титуляра Витомир Вутов. През сезон 2000/01, той дори е трети вратар на „оранжевите“, тъй като в отбора е привлечен румънският страж Флорин Пруня.
Само в един сезон Ставрев е титуляр на вратата на Литекс – по време на кампанията 2002/03, когато записва 24 мача за първенство, 6 за Купата на България и 3 в евротурнирите. Той е титуляр под рамката на ловчанлии и по време на първото им участие в Шампионската лига през лятото на 1998 г. Пази в двата мача срещу шведския Халмстад, както и в първия двубой срещу Спартак (Москва) в Бургас. В него обаче допуска 5 гола и за реванша в руската столица е заменен от Вутов.
Ставрев напуска Литекс през лятото на 2004 г., когато в отбора е привлечен Йордан Господинов. Записва общо 104 мача за ловчанлии – 76 в А група, 23 за Купата на България, 3 в Шампионската лига и 5 в Купата на УЕФА.

### Берое
След като се разделя с Литекс, Ставрев преминава в Берое (Стара Загора). Остава под Аязмото общо три години, в които записва 56 мача за тима в А група.

### Локомотив Пд
На 3 август 2007 г. Ставрев подписва договор с Локомотив (Пловдив). Дебютира за пловдивчани 8 дни по-късно, при загуба с 1:2 от Локомотив (София). От 2008 г. е назначен за играещ треньор на вратарите в Локомотив.

## Успехи
Литекс (Ловеч)
- Шампион на България (2): 1997/98, 1998/99
  - Вицешампион (1): 2001/02
- Купа на България (2): 2001, 2004
  - Финалист (2): 1999, 2003